# Mary Louise Weller
Mary Louise Weller est une actrice américaine née le 1er septembre 1946 à New York.

## Biographie
Mary Louise Weller est née le 1er septembre 1946 à New York. Mary Louise Weller est de descendance juive lituanienne. Elle a grandi dans la région de Los Angeles. Sa cousine germaine est l'écrivaine Sheila Weller. En outre, adolescente, Mary Louise Weller s'est entraînée auprès de l'Équipe équestre des États-Unis et a participé à des compétitions équestres.
Elle a débuté comme mannequin à New York, elle mesure 1,73 m, et a fait ses débuts au cinéma en 1973 en décrochant un petit rôle dans Serpico, un film policier avec Al Pacino. En 1978, Mary a joué le rôle d'une biologiste marine dans le téléfilm Hunters of the Reef, puis celui d'une jeune étudiante, amante d'un professeur, dans le film de maison hantée Le Couloir de la mort. Mary Louise acquiert plus de popularité grâce au film American College, qui contient une scène dans laquelle son personnage se déshabille dans une chambre.
Elle joue ensuite dans le film The Bell Jar puis incarne la compagne de Chuck Norris dans L'Exécuteur de Hong Kong.
Elle a joué dans plusieurs pièces de théâtre à New York et a écrit une pièce intitulée Four Alone, créée au Greenhouse Theater de Pasadena en Californie. Elle a mis un terme à sa carrière cinématographique en 2007.

## Filmographie

### Cinéma
- 1973 : Hail de Fred Levinson
- 1973 : Serpico de Sidney Lumet
- 1978 : American College (National Lampoon's Animal House), de John Landis
- 1978 : Le Couloir de la mort (The Evil) de Gus Trikonis
- 1979 : The Bell Jar de Larry Peerce
- 1982 : L'Exécuteur de Hong Kong (Forced Vengeance), de James Fargo
- 1982 : Épouvante sur New York (Q) de Larry Cohen
- 1982 : Blood Tide de Richard Jefferies

### Télévision
- 1977 : Baretta - Saison 1
- 1978 : Kojak - Saison 1
- 1978 : Supertrain - Saison 1
- 1979 : Starsky et Hutch - Saison 4
- 1980 : Il était une fois un espion (Once Upon a Spy) (TV)